# Nakskov Fjord og Inderfjord
Nakskov Fjord og Inderfjord este o arie protejată (arie de protecție specială avifaunistică — SPA) din Danemarca întinsă pe o suprafață de 8.526 ha, din care 88 % marine.

## Localizare
Centrul sitului Nakskov Fjord og Inderfjord este situat la coordonatele 54°50′10″N 10°59′39″E / 54.836111°N 10.994167°E.

## Înființare
Situl Nakskov Fjord og Inderfjord a fost declarat arie de protecție specială avifaunistică în mai 1983 pentru a proteja 17 specii de animale.

## Biodiversitate
Situată în ecoregiunile continentală și marină baltică, aria protejată nu include niciun habitat protejat.
La baza desemnării sitului se află mai multe specii protejate de  păsări (17): gâscă cenușie (Anser anser), gâscă de semănătură (Anser fabalis), rață-cu-cap-castaniu (Aythya ferina), rața moțată (Aythya fuligula), Branta leucopsis, Calidris alpina schinzii, erete de stuf (Circus aeruginosus), lebădă de iarnă (Cygnus cygnus), lebădă de vară (Cygnus olor), lișiță (Fulica atra), codalb (Haliaeetus albicilla), Mergus serrator, ciocântors (Recurvirostra avosetta), chiră mică (Sterna albifrons), chiră de baltă (Sterna hirundo), Sterna paradisaea, chiră de mare (Sterna sandvicensis).